# 24 heures
Вэн-катр эр (фр. 24 heures, в переводе на русский язык «24 часа») — швейцарская франкоязычная ежедневная газета, издающаяся в Лозанне с 1762 года. Вторая по количеству читателей ежедневная газета франкоязычной Швейцарии.
Входит в медиагруппу Edipresse. 
Основана как еженедельник в 1762 году под названием «Фей д'ави де Лозанн» (Feuille d'avis de Lausanne — «Лозаннские известия»). C 1872 года стала выходить ежедневно. 
В 1972 году изменила название на 24 heures.